# Первомайское (Михайловский район)
В Приморье в Ханкайском районе тоже есть село Первомайское.
Первома́йское — село в Михайловском районе Приморского края. Административный центр Сунятсенского сельского поселения

## География
Дорога к селу Первомайское отходит на северо-запад от автотрассы Михайловка — Хороль. Восточнее села Первомайское находится село Новое, на запад дорога идёт к сёлам Сунятсеновского сельского поселения Родниковое, Ленинское, Степное и Дальнее.
Расстояние до районного центра Михайловка около 7 км.

## Население
| 2002 | 2010  | 2021  |
| ---- | ----- | ----- |
| 1626 | ↗1640 | ↘1397 |

## Улицы
| - ул. Гагарина, - ул. Дубковская, - ул. Заводская, - ул. Лазо, - ул. Ленинская, - ул. Луговая, - ул. Маяковского, | - ул. Новая, - ул. Октябрьская, - ул. Островского, - ул. Пионерская, - ул. Советская, - ул. Школьная. |

## Экономика
Сельскохозяйственные предприятия Михайловского района.